# 샤론 애커

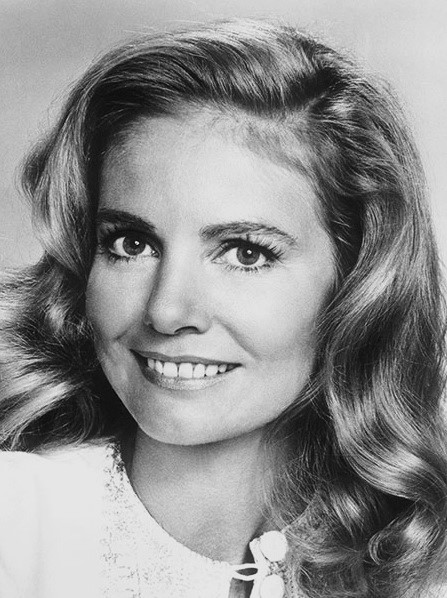

샤론 애커(Sharon Acker, 1935년 4월 2일 ~ )는 캐나다의 연극 배우, 영화배우, 텔레비전 배우, 배우이다.
토론토에서 태어났다.

## 영화
- 스레시홀드 (1981년)
- 달리는 사이먼 (1981년)
- 해피 버스데이 투 미 (1981년)
- 형사 Q (1976년)
- 전격 후린트 - 데드 온 타겟 (1976년)
- 명탐정 바나비 존즈 (1973년)
- 더 영 앤 더 레스트리스 (1973년)
- 샌프란시스코 수사반 (1972년)
- 액트 오브 더 하트 (1970년)
- 닥터 웰비 (1969년)
- 비밀지령 (1968년)
- 포인트 블랭크 (1967년) - 린 역
- 우젝 (1966년)
- 제5전선 (1966년)
- 우리 생애 나날들 (1965년)